# Temporada 1979-80 de Los Angeles Lakers
La temporada 1979-80 fue la trigésimo segunda de los Lakers en la NBA, y la vigésima en su ubicación en Los Ángeles, California. La temporada regular acabaron con 60 victorias y 22 derrotas, ocupando el primer puesto de la Conferencia Oeste, clasificándose para los playoffs en los que lograron su segundo anillo de campeones desde su llegada a Los Ángeles y el séptimo de la franquicia, derrotando en las Finales a los Philadelphia 76ers.

## Elecciones en elDraft
| Ronda | Puesto | Jugador       | Posición | Nacionalidad   | Universidad    |
| ----- | ------ | ------------- | -------- | -------------- | -------------- |
| 1     | 1      | Magic Johnson | Base     | Estados Unidos | Michigan State |
| 1     | 14     | Brad Holland  | Escolta  | Estados Unidos | UCLA           |
| 2     | 25     | Ollie Mack    | Escolta  | Estados Unidos | East Carolina  |

## Temporada regular
| División Pacífico        | División Pacífico | División Pacífico | División Pacífico | División Pacífico | División Pacífico | División Pacífico | División Pacífico | División Pacífico |
| Equipo                   | G                 | P                 | %                 | PD                | Casa              | Fuera             | Div               |                   |
| ------------------------ | ----------------- | ----------------- | ----------------- | ----------------- | ----------------- | ----------------- | ----------------- | ----------------- |
| y-Los Angeles Lakers     | 60                | 22                | .732              | –                 | 37–4              | 23–18             | 19–11             |                   |
| x-Seattle SuperSonics    | 56                | 26                | .683              | 4                 | 33–8              | 23–18             | 18–12             |                   |
| x-Phoenix Suns           | 55                | 27                | .671              | 5                 | 37–5              | 18–22             | 19–11             |                   |
| x-Portland Trail Blazers | 38                | 44                | .463              | 22                | 26–15             | 12–29             | 13–17             |                   |
| San Diego Clippers       | 35                | 47                | .427              | 25                | 24–17             | 11–30             | 13–17             |                   |
| Golden State Warriors    | 24                | 58                | .293              | 36                | 15–26             | 9–32              | 8–22              |                   |

## Playoffs

### Semifinales de Conferencia
Los Angeles Lakers vs. Phoenix Suns 
| Fecha       | Partido                                  | Ciudad      |
| ----------- | ---------------------------------------- | ----------- |
| 8 de abril  | Los Angeles Lakers 119, Phoenix Suns 110 | Los Ángeles |
| 9 de abril  | Los Angeles Lakers 131, Phoenix Suns 128 | Los Ángeles |
| 11 de abril | Phoenix Suns 105, Los Angeles Lakers 108 | Phoenix     |
| 13 de abril | Phoenix Suns 127, Los Angeles Lakers 101 | Phoenix     |
| 15 de abril | Los Angeles Lakers 126, Phoenix Suns 101 | Los Ángeles |
|             | Los Angeles Lakers gana las series 4-1   |             |

### Finales de Conferencia
Seattle SuperSonics vs. Los Angeles Lakers 
| Fecha       | Partido                                         | Ciudad      |
| ----------- | ----------------------------------------------- | ----------- |
| 22 de abril | Los Angeles Lakers 107, Seattle SuperSonics 108 | Los Ángeles |
| 23 de abril | Los Angeles Lakers 108, Seattle SuperSonics 99  | Los Ángeles |
| 25 de abril | Seattle SuperSonics 100, Los Angeles Lakers 104 | Seattle     |
| 27 de abril | Seattle SuperSonics 93, Los Angeles Lakers 98   | Seattle     |
| 30 de abril | Los Angeles Lakers 111, Seattle SuperSonics 105 | Los Ángeles |
|             | Los Angeles Lakers gana las series 4-1          |             |

### Finales de la NBA
Los Angeles Lakers vs. Philadelphia 76ers 
| Fecha      | Partido                                        | Ciudad      |
| ---------- | ---------------------------------------------- | ----------- |
| 4 de mayo  | Los Angeles Lakers 109, Philadelphia 76ers 102 | Los Ángeles |
| 7 de mayo  | Los Angeles Lakers 104, Philadelphia 76ers 107 | Los Ángeles |
| 10 de mayo | Philadelphia 76ers 101, Los Angeles Lakers 111 | Filadelfia  |
| 11 de mayo | Philadelphia 76ers 105, Los Angeles Lakers 102 | Filadelfia  |
| 14 de mayo | Los Angeles Lakers 108, Philadelphia 76ers 103 | Los Ángeles |
| 16 de mayo | Philadelphia 76ers 107, Los Angeles Lakers 123 | Filadelfia  |
|            | Los Angeles Lakers gana las finales 4-2        |             |

## Estadísticas
| Rk | Jugador             | Edad | P  | PT | MP   | TC   | TCI  | %TC  | T3  | T3I | %T3  | TL  | TLI | %TL   | RO  | RD  | RT   | AS  | RB  | TAP | BP  | FP  | PTS  |
| -- | ------------------- | ---- | -- | -- | ---- | ---- | ---- | ---- | --- | --- | ---- | --- | --- | ----- | --- | --- | ---- | --- | --- | --- | --- | --- | ---- |
| 1  | Norm Nixon          | 24   | 82 |    | 39.3 | 7.6  | 14.7 | .516 | 0.0 | 0.1 | .125 | 2.4 | 3.1 | .779  | 0.6 | 2.2 | 2.8  | 7.8 | 1.8 | 0.2 | 3.5 | 2.9 | 17.6 |
| 2  | Kareem Abdul-Jabbar | 32   | 82 |    | 38.3 | 10.2 | 16.9 | .604 | 0.0 | 0.0 | .000 | 4.4 | 5.8 | .765  | 2.3 | 8.5 | 10.8 | 4.5 | 1.0 | 3.4 | 3.6 | 2.6 | 24.8 |
| 3  | Jamaal Wilkes       | 26   | 82 |    | 37.9 | 8.9  | 16.6 | .535 | 0.0 | 0.2 | .176 | 2.3 | 2.9 | .808  | 2.1 | 4.3 | 6.4  | 3.0 | 1.6 | 0.3 | 1.9 | 2.7 | 20.0 |
| 4  | Magic Johnson       | 20   | 77 |    | 36.3 | 6.5  | 12.3 | .530 | 0.1 | 0.4 | .226 | 4.9 | 6.0 | .810  | 2.2 | 5.6 | 7.7  | 7.3 | 2.4 | 0.5 | 4.0 | 2.8 | 18.0 |
| 5  | Jim Chones          | 30   | 82 |    | 29.2 | 4.5  | 9.3  | .489 | 0.0 | 0.0 | .000 | 1.5 | 2.1 | .740  | 1.7 | 5.1 | 6.9  | 1.8 | 0.7 | 0.8 | 2.1 | 3.3 | 10.6 |
| 6  | Michael Cooper      | 23   | 82 |    | 24.1 | 3.7  | 7.0  | .524 | 0.1 | 0.2 | .250 | 1.4 | 1.7 | .776  | 1.2 | 1.6 | 2.8  | 2.7 | 1.0 | 0.5 | 1.7 | 2.6 | 8.8  |
| 7  | Spencer Haywood     | 30   | 76 |    | 20.3 | 3.8  | 7.8  | .487 | 0.0 | 0.1 | .250 | 2.1 | 2.7 | .772  | 1.7 | 2.8 | 4.6  | 1.2 | 0.5 | 0.8 | 1.8 | 2.6 | 9.7  |
| 8  | Ron Boone           | 33   | 6  |    | 17.7 | 2.3  | 6.7  | .350 | 0.0 | 0.0 |      | 1.0 | 1.2 | .857  | 0.7 | 1.2 | 1.8  | 1.2 | 0.8 | 0.0 | 2.2 | 2.2 | 5.7  |
| 9  | Mark Landsberger    | 24   | 23 |    | 16.3 | 2.9  | 6.0  | .482 | 0.0 | 0.0 |      | 1.3 | 2.4 | .518  | 3.0 | 4.1 | 7.1  | 0.6 | 0.4 | 0.2 | 1.1 | 1.2 | 7.0  |
| 10 | Kenny Carr          | 24   | 5  |    | 11.4 | 1.4  | 3.2  | .438 | 0.0 | 0.0 |      | 0.4 | 0.4 | 1.000 | 1.0 | 2.4 | 3.4  | 0.2 | 0.4 | 0.2 | 1.8 | 1.2 | 3.2  |
| 11 | Don Ford            | 27   | 52 |    | 11.2 | 1.3  | 2.5  | .508 | 0.0 | 0.0 | .000 | 0.4 | 0.5 | .821  | 0.4 | 1.4 | 1.9  | 0.7 | 0.2 | 0.3 | 0.6 | 1.7 | 3.0  |
| 12 | Marty Byrnes        | 23   | 32 |    | 6.1  | 0.8  | 1.6  | .500 | 0.0 | 0.0 |      | 0.4 | 0.5 | .867  | 0.3 | 0.6 | 0.8  | 0.4 | 0.2 | 0.0 | 0.7 | 1.0 | 2.0  |
| 13 | Ollie Mack          | 22   | 27 |    | 5.7  | 0.8  | 1.9  | .420 | 0.0 | 0.0 | .000 | 0.3 | 0.7 | .500  | 0.3 | 0.6 | 0.8  | 0.7 | 0.1 | 0.0 | 0.3 | 0.6 | 1.9  |
| 14 | Brad Holland        | 23   | 38 |    | 5.2  | 1.2  | 2.7  | .423 | 0.1 | 0.4 | .200 | 0.4 | 0.4 | .938  | 0.1 | 0.3 | 0.4  | 0.6 | 0.4 | 0.0 | 0.3 | 0.6 | 2.8  |
| 15 | Butch Lee           | 23   | 11 |    | 2.8  | 0.4  | 1.2  | .308 | 0.0 | 0.0 |      | 0.5 | 0.6 | .857  | 0.4 | 0.4 | 0.7  | 0.8 | 0.1 | 0.0 | 0.6 | 0.2 | 1.3  |

## Galardones y récords
| Jugador             | Galardón                                                                           |
| Kareem Abdul-Jabbar | MVP de la NBA Mejor quinteto de la NBA Mejor quinteto defensivo de la NBA All-Star |
| Magic Johnson       | MVP de las Finales de la NBA Mejor quinteto de rookies de la NBA All-Star          |